# Стадион Варкерт

Стадион Варкерт (мађ. Várkerti Stadion), је стадион у Будафоку, Мађарска.  Стадион се највише користи за клупски фудбал. Користи га ФК Кишварда. Стадион прима 2.850 гледалаца, седење. Стадион је класификован у III категорију УЕФА стандарда, има 2.850 наткривених седишта, 9 скибоксова, електрично осветљење, терен је под природном травом, има независан систем за наводњавање и може се грејати. У два дијагонална угла налазе се два матрична пројектора. Сектори за госте могу да приме 264 навијача.

## Историја
Планирано је да стадион буде изграђен за 120 милиона форинти 2014. године, али је корак по корак успео да кошта пореске обвезнике много више. Након категоризације као економски значајне инвестиције, у 2014. години додељено је још 800 милиона ХУФ, што је за кратко време нарасло на 1,5 милијарди, а затим на 2 милијарде. На крају је потрошено додатних 473 милиона ХУФ на изградњу система топлотних цеви из оближњег комплекса термалне воде, што чини укупну инвестицију од 2,5 милијарди ХУФ, у основи 1 милион за свако место за гледаоце. Типичан пример како сан једног политичара може да натера друге да га плате.
Прва званична утакмица на стадиону је, у оквиру Мађарске прве лиге, ФК Кишварда је одиграла против ФК Ференцвароша.
Војни значај бившег замка који је био у кругу садашњег парка око стадиона је био занемарљив након Куручког рата за независност, па се његово стање нагло погоршавало од 18. века. Рушевине замка су већ у 19. веку биле окружене парком и угостиле су разне програме на отвореном. Некадашњи центар терена изграђен је 1954. године, а од тада, осим застоја због мањих и величих реновирања, фудбалери Кишварде су овде играли своје домаће утакмице до 2018. године. Посебност стазе је у томе што је изграђена унутар некадашњег спољног зида замка, буквално праве тврђаве. Због враћања замка у првобитно стање, овај курс је изгубио функцију почетком 2021. године, а уместо њега су направљени нови.